# Alessandra Guerzoni
Alessandra Guerzoni (nacida Alessandra Francesca Maria Guerzoni, Modena, Italia, 9 de abril de 1968) es una actriz de cine, teatro y televisión, productora de teatro y gestora cultural italiana nacionalizada chilena.

## Biografía
Alessandra Guerzoni nació el 9 de abril de 1968 en Modena, Italia. Es hija del académico y diputado italiano Luciano Guerzoni (n. 1938-f. 2020). A los 15 años, Guerzoni dejó su ciudad natal en el norte de Italia, para terminar sus estudios secundarios en el   United World College of the Adriatic, de Duino (Trieste), donde se diplomó con un International Baccalaureate.
A los 18 se mudó a Inglaterra donde se tituló con un Bachelor of Arts, (First Class Honors) en History & Politics, en el Queen Mary and Westfield College de la Universidad de Londres. El 5 de octubre de 1990, emigró a Chile para terminar la investigación acerca del rol de la izquierda en el proceso de vuelta a la democracia chilena para su doctorado (PhD).
En octubre del mismo año, se incorporó en la Academia Club de Teatro de Fernando González Mardones, de donde egresó en 1997 con la obra Público/Privado, dirigida por Rodrigo Pérez. Desde 1992 ha actuado en numerosos montajes teatrales y producciones de televisión y cine. 
Recién egresada, protagonizó el exitoso montaje de la obra Jugar con fuego, del dramaturgo sueco August Strindberg, dirigida por Staffan Valdemar Holm, en el Teatro Nacional Chileno.  El montaje recibió el Premio de la Crítica Mejor Obra Internacional otorgado por el Círculo de Críticos de Arte de Chile y Guerzoni fue galardonada con el Premio APES Revelación Teatral 1998. Asimismo realizó dos giras en Estocolmmo y una entera temporada en el Teatro La Abadía de Madrid.
Gracias a este éxito teatral fue descubierta por Vicente Sabatini con quien colaboró estrechamente a lo largo de la Época de oro de las teleseries, desde su incorporación a Televisión Nacional de Chile en 1998. 
En esta época dorada para las producciones dramáticas locales, sus interpretaciones televisivas le brindaron amplia popularidad y el cariño del público gracias a renombrados personajes como Irina Romanovsky en Sucupira, la comedia (1998; con Héctor Noguera), Giulia Simoni en La Fiera (1999; con Francisco Reyes), Vinka California en Romané (2000; con Alfredo Castro), Miss Emily en Pampa Ilusión (2001; con Eduardo Barril) y Natasha Ulávnova en El circo de las Montini (2002; con Luis Alarcón). Paralelamente, siguió desarrollando su trayectoria teatral con otros recordados trabajos en el Teatro Nacional Chileno como El Ascensor de Pete Brooks, Mala Onda de Alberto Fuguet (con Daniel Alcaino), Flores de Papel de Egon Wolff, a los que se sumaron sus protagónicos en exitosas obras internacionales como la inglesa Closer de Patrick Marber, la brasilera Todos Tenemos Problemas (Sexuales), de Oliveira y Goldín y El Mal de la Muerte, de Marguerite Duras, y trabajos de teatro independiente como Las Brutas: el Crimen Perfecto, adaptación de la obra de Juan Radrigán, dirigida por Marcelo Alonso, montaje que Guerzoni también produjo, La Mision de Heiner Muller, dirigida por el alemán Alexander Stillmmark, Sangre de Pete Brooks y La Última Niebla, de María Luisa Bommbal.
Tras una breve estadía en su Italia natal donde también desarrolló su carrera actoral en televisión en las series Don Matteo 6, Carabinieri 5 y Nebbie e Delitti 2; teatro Dinner Party y Tre Sorelle; y cine Nympha y The Colour From the Dark, ambas películas, coproducciones internacionales, dirigidas por Iván Zuccón,  en 2008, regresó a Chile retomando su carrera televisivas con títulos como Cuenta Conmigo (2009; con Bastián Bodenhöfer), La Doña (2011; con Alfredo Castro), Preciosas (2016; con Cristián Campos) y Amor a la Catalán (2019; con Fernando Kliche, nuevamente dirigida por Vicente Sabatini. En 2020 interpretó a Clara en la serie histórica y rodada en la Patagonia chilena, Helga y Flora, junto a Alejandro Sieveking, Catalina Saavedra y Amalia Kassai, dirigida por Christian Aspee. 
En cine Guerzoni ha trabajado en las producciones: The Stranger/La Maldición (dirigida por el uruguayo Guillermo Amoedo y coproducida por Eli Roth); Iglú (dirigida por Diego Ruíz / Story Board Media), película para la cual ha sido Nominada a los Premios Pedro Sienna 2014 como Mejor Interpretación Secundaria; Patagonia de los Sueños, de Jorge López Sotomayor; Aquí Estoy- Aquí No de Elisa Eliash; Mandrill de Ernesto Díaz;  Dos de Gregorio González; Cuídate del Agua Mansa de Cristian Sánchez y en el videoclip del grupo rock Los Tres, No Sabes que Desperdicio Tengo en el Alma, dirigida por Pablo Perelman; La Bruma Incierta, dirigida por el argentino Bernabé Demozzi; Cielo de Agua, dirigida por las hermanas Margarita y Eugenia Poseck Menz; Calzones Rotos, dirigida por Arnaldo Valsecchi.  
Entre sus últimos trabajos teatrales destacan: La Mujer de Antes, con la que debutó como directora y que también produjo; La Casa de los Espíritus; Correr con Fuego; Víctor Sin Víctor Jara; Trovarsi  y la comedia romántica ¡Tenías Que Ser Tú!  con Julio Milostich y que también tradujo, adaptó y produjo; Los Pájaros Cantan en Griego de Marco Antonio De La Parra; y Relatividad de Mark St. Germain, bajo la dirección de Héctor Morales. Entre 2015 y 2019, Guerzoni estuvo cargo de la investigación, dirección y producción ejecutiva del proyecto Molly Sweeney – Ver y No Ver, un montaje teatral para todo público y además accesible para las personas en situación de discapacidad visual, que se realizó con inclusión social participativa de 25 colaboradores ciegos a lo largo de todo su proceso de creación y puesta en escena. Esta alabada pieza del dramaturgo irlandés Brian Friel, se estrenó en septiembre de 2018, en el Centro Las Artes 660, bajo la dirección de Omar Morán Reyes, recibiendo dos Premios Toda La Cultura, respectivamente Mejor Montaje 2018 y Mejor Actriz 2018 para Guerzoni.  

## Vida personal
Entre 1997 y 2002 fue pareja del actor y director de teatro chileno, Marcelo Alonso.

## Filmografía

### Películas
| Año  | Título                    | Personaje                | Director              |
| ---- | ------------------------- | ------------------------ | --------------------- |
| 1994 | Inolvidable               | Mónica                   | Roberto Roth          |
| 1995 | Cuidate del agua mansa    | Amiga                    | Cristian Sànchez      |
| 2000 | La muerte tendrá tus ojos | Ofelia                   | Francisca Gajardo     |
| 2007 | Nympha                    | Lavinia y Madre Superior | IIvan Zuccon          |
| 2008 | The Colour From The Dark  | Teresa                   | Ivan Zuccon           |
| 2009 | Mandrill                  | La Diosa del bar         | Marko Zaror           |
| 2012 | Patagonia de los sueños   | Madame Rouquaud          | Jorge López Sotomayor |
| 2012 | Aquí estoy, aquí no       | Nana Van Gnot            | Elisa Eliash          |
| 2013 | Iglú                      | Paula                    | Diego Ruiz            |
| 2014 | The Stranger              | Mónica                   | Guillermo Amoedo      |
| 2018 | Calzones rotos            | Piedad                   | Arnaldo Valsecchi     |
| 2018 | Cielo agua                | Ingrid joven             | Margarita Poseck      |

### Cortometrajes
| Año  | Título              | Personaje | Director          |
| ---- | ------------------- | --------- | ----------------- |
| 1994 | La manda            | Susan     | Panicani y Galvès |
| 1995 | Cágame!             | Amparo    | Rodrigo Velásquez |
| 2001 | Luna                | Luna      | Carlos Bustos     |
| 2001 | Demonio             | Fantasma  | Alexis Moreno     |
| 2002 | Dos                 | Ella      | Gregorio Gonzalez |
| 2003 | Cos'è l' amore      | Sandra    | Simone Scafidi    |
| 2006 | Low Cost            | Angela    | Vincenzo Notaro   |
| 2017 | La bruma incierta   | Elisa     | Bernabé Demozzi   |
| 2018 | Julia               | Julia     | Mauricio Espinoza |
| 2018 | Más allá de la duda | Eliana    | Monserrat Pais    |

## Televisión

### Telenovelas
| Año  | Título                  | Papel                          | Ref.         |
| ---- | ----------------------- | ------------------------------ | ------------ |
| 1992 | Trampas y caretas       | Invitada matrimonio            | 1 episodio   |
| 1994 | Champaña                | Carla                          |              |
| 1995 | El amor está de moda    | Elisa                          |              |
| 1998 | Sucupira                | Irina Romanovsky               |              |
| 1999 | La Fiera                | Giulia Simone                  | Antagonista  |
| 2000 | Romané                  | Vinka California               | Secundario   |
| 2001 | Pampa Ilusión           | Emily Thomas-Scott             | Secundario   |
| 2002 | El circo de las Montini | Natasha Ulánova                | Secundario   |
| 2009 | Cuenta Conmigo          | Loretta Serafini               | Antagonista  |
| 2010 | Feroz                   | Bethania McLean                | 4 episodios  |
| 2011 | Infiltradas             | Giovanna Bernini               | 2 episodios  |
| 2011 | La Doña                 | Elena Saavedra de Guzmán       | Secundario   |
| 2012 | Soltera otra vez        | Pamela Middleton               | 3 episodios  |
| 2013 | Graduados               | Juana Onetto                   | 18 episodios |
| 2015 | Matriarcas              | Francesca Miretti              | 6 episodios  |
| 2016 | Preciosas               | Victoria Walker                | Antagonista  |
| 2017 | Dime quién fue          | Piedad Terré                   | 11 episodios |
| 2019 | Amor a la Catalán       | María Elena Zabala «La gringa» | Secundario   |
| 2023 | Dime con quién andas    | Mirta Fontaine                 | Secundario   |

### Series y unitarios
| Año  | Título                               | Papel            | Ref.                                   |
| ---- | ------------------------------------ | ---------------- | -------------------------------------- |
| 1997 | Las historias de Sussy               | Antonia          | Episodio: Sussi y su doble             |
| 1998 | Brigada Escorpión                    | Gina             | Episodio: La niña NN                   |
| 1999 | Sucupira, la comedia                 | Irina Romanovsky | Episodio: De Rusia con amor            |
| 2006 | Carabinieri                          | Eleonora Giunchi | 2 episodios (temporada 5)              |
| 2007 | Nebbie e Delitti (temporada 2)       | Flavia           | Episodio: Nessuna traccia di frenata   |
| 2008 | Don Matteo                           | Marta Besenti    | Episodio: La minicubista (temporada 6) |
| 2008 | Amiche Mie                           | Paziente         | 1 episodio                             |
| 2012 | Infieles                             | Sarah            | Episodio: La Rucia                     |
| 2012 | El diario secreto de una profesional | Francisca        | Episodio: En busca de un partner       |
| 2013 | Lo que callamos las mujeres          | Servanda         | 1 Episodio                             |
| 2013 | Malandras                            | María Josefa     |                                        |
| 2014 | El hombre de tu vida                 | Diana            | 1 Episodio / 2.ª temporada             |
| 2016 | Chico reality                        | Mariah Hilton    |                                        |
| 2016 | Código Rosa                          | Rita             | Episodio: Alivianate                   |
| 2020 | Helga y Flora                        | Clara            | Secundario                             |
| 2022 | Celeste                              | Cecilia          | Secundario                             |
| 2022 | El Refugio                           | Pineal 1970      | 6 Episodios                            |
| 2022 | Paola y Miguelito: La serie          | La exesposa      | 1 Episodio                             |

## Programas de televisión
- Teatro del Humor: Episodio: Boing Boing (Canal 13, 1995)
- Teleduc / Paloma (Canal 13, 1996)
- Videos y Penitencias / Coconductora (Megavisión, 2000)
- El show de los libros (TVN, 2001) - Actriz Episodio: Las Letras del Erotismo
- Sabores, ¿Qué cocinamos hoy? (Zona Latina, 2013) - Invitada

## Teatro
Como Actriz:
- La última niebla (1993)
- El ascensor (1993)
- Mala onda (1993-94)
- Sangre (1995)
- La misión (1996/97)
- Publico/Privado (1997)
- Jugar con fuego (1998)
- La Brutas: el crimen perfecto (1999)
- Flores de Papel (2000 - 2001)
- La amortajada
- Closer (2001)
- Todos tenemos problemas (2002)
- El mal de la muerte (2002 - 2003)
- Dinner party (2003- 2004)
- Tre Sorelle (2006)
- Gusanos (2009)
- La casa de los espíritus (2010)
- Correr con fuego (2011)
- La mujer de antes (2011 - 2013))
- Tenías que ser tu (2013-2019)
- Víctor sin Víctor Jara (2013 - 2015)
- Trovarsi (2013 - 2014)
- Los pájaros cantan en griego (2015)
- Pasos Apresurados (2017)
- Relatividad (2018)
- Molly Sweeney: ver y no ver (2018 - 2019)

Como Productora:
- El balcón (1998)
- La Brutas: el crimen perfecto (1999)
- La mujer de antes (2011-2013)
- ¡Tenías que ser tú! (2013- 2019)
- Molly Sweeney: ver y no ver (2015 - 2019)

## Vídeos musicales
| Año  | Título             | Artista                   | Dirección        |
| ---- | ------------------ | ------------------------- | ---------------- |
| 2022 | La fuerza del amor | Flor de Rap               | Ignacio Cruz     |
| 2023 | Piola              | Santaferia feat Sara Hebe | Pepe Garrido     |
| 2023 | Vino griego        | Perro Muerto              | Francisco Concha |

## Premios y nominaciones
Premios APES
| Año  | Categoría                       | Producción      | Resultado |
| ---- | ------------------------------- | --------------- | --------- |
| 1998 | Mejor actriz relevación teatral | Jugar con fuego | Ganadora  |

Círculo de Críticos de Arte de Chile
| Año  | Categoría                | Producción      | Resultado |
| ---- | ------------------------ | --------------- | --------- |
| 1998 | Mejor Obra Internacional | Jugar con fuego | Ganadora  |

Premio Pedro Sienna
| Año  | Categoría                                | Producción      | Resultado |
| ---- | ---------------------------------------- | --------------- | --------- |
| 2016 | Mejor Interpretación Secundaria Femenina | Iglú (película) | Nominada  |

Premios Toda La Cultura
| Año  | Categoría    | Producción                  | Resultado |
| ---- | ------------ | --------------------------- | --------- |
| 2018 | Mejor Actriz | Molly Sweeney: Ver y No Ver | Ganadora  |

Premios Toda La Cultura
| Año  | Categoría     | Producción                  | Resultado |
| ---- | ------------- | --------------------------- | --------- |
| 2018 | Mejor Montaje | Molly Sweeney: Ver y No Ver | Ganadora  |